# Motoveicolo
Per motoveicolo, o più raramente motomezzo, si intende la classificazione generica di veicolo a motore a due, tre o quattro ruote, appartenenti alla categoria internazionale "L", e aventi caratteristiche costruttive tali da non esse considerati né ciclomotori né autoveicoli.
La motocicletta giapponese Honda Super Cub, costantemente in fabbricazione dal 1958, è il veicolo a motore più prodotto nella storia.

## Classificazione
La classificazione dei motoveicoli varia a seconda delle normative dei paesi, tuttavia la più diffusa e adottata è la classificazione UNECE.

### Classificazione secondo la legislazione italiana
Secondo l'articolo 53 del codice della strada italiano i motoveicoli comprendono le seguenti categorie di veicoli:
- motocicli: veicoli a due ruote destinati al trasporto di persone e cose (come ad esempio le motociclette, gli scooter e i bicimotori)
- motocarrozzette (Sidecar): veicoli a tre ruote destinati al trasporto di persone, capaci di contenere al massimo quattro posti compreso quello del conducente ed equipaggiati di idonea carrozzeria
- motoveicoli per trasporto promiscuo: veicoli a tre ruote (tricicli) destinati al trasporto di persone e cose, capaci di contenere al massimo quattro posti compreso quello del conducente
- motocarri: veicoli a tre ruote (tricicli) destinati principalmente al trasporto di cose
- mototrattori: motoveicoli a tre ruote (tricicli) destinati al traino di semirimorchi. Tale classificazione deve essere abbinata a quella di motoarticolato, che possono essere abbinati a ciascun mototrattore
- motoveicoli per trasporti specifici: veicoli a tre ruote (tricicli) destinati al trasporto di determinate cose o di persone in particolari condizioni e caratterizzati dall'essere muniti permanentemente di speciali attrezzature relative a tale scopo
- motoveicoli per uso speciale: veicoli a tre ruote (tricicli) caratterizzati da particolari attrezzature installate permanentemente sugli stessi; su tali veicoli è consentito il trasporto del personale e dei materiali connessi con il ciclo operativo delle attrezzature
- quadricicli a motore: veicoli a quattro ruote destinati al trasporto di persone o cose con al massimo una persona oltre al conducente nella cabina di guida, la cui massa a vuoto non superi le 0,40 t per quelli adibiti al trasporto persone e le 0,55 t per quelli adibiti al trasporto merci, con esclusione della massa delle batterie se a trazione elettrica, capaci di sviluppare su strada orizzontale una velocità massima fino a 80 km/h

#### Vincoli
Secondo il codice stradale i veicoli che rientrano in questa categoria devono rispettare determinati vincoli:
1. I motoarticolati (i complessi di veicoli costituiti da un mototrattore e da un semirimorchio) destinati al trasporto di cose, non possono superare i 5 m di lunghezza
2. I motoveicoli non possono superare 2,00 m di larghezza, 4,00 m di lunghezza e 2,50 m di altezza. La massa complessiva a pieno carico di un motoveicolo non può eccedere 2,5 t
3. I motoveicoli possono essere attrezzati con un numero di posti, per le persone interessate al trasporto, non superiore a due, compreso quello del conducente

I motoveicoli a due e tre ruote sono conducibili con patente di guida relativamente A1, A2, A oppure patenti superiori se conseguite prima del 1º gennaio 1986 (utilizzabile solo in Italia se conseguita prima del 25 aprile 1988). I motoveicoli a quattro ruote sono conducibili con patenti di categoria B1 o superiore; inoltre le patenti A1 e A conseguite prima del 19 gennaio 2013 abilitano alla guida di qualsiasi quadriciclo limitatamente al territorio italiano.

### Classificazione secondo la legislazione svizzera
Secondo la legislazione svizzera i motoveicoli comprendono le seguenti categorie di veicoli (sempre che non rientrino nella categoria dei ciclomotori):
- Veicoli a motore monotraccia, sia con che senza carrozzino laterale
- Motoleggere
- Slitte a motore: veicoli a motore a cingoli che non sono sterzati dal bloccaggio di un cingolo e il cui peso è di 0,45 t al massimo (sempre che non siano classificate come quadricicli leggeri a motore, quadricicli a motore, monoassi o carri a mano provvisti di motore).